# New Holland (Illinois)
New Holland es una villa ubicada en el condado de Logan en el estado estadounidense de Illinois. En el Censo de 2010 tenía una población de 269 habitantes y una densidad poblacional de 364,43 personas por km².

## Geografía
New Holland se encuentra ubicada en las coordenadas 40°11′0″N 89°34′59″O / 40.18333, -89.58306. Según la Oficina del Censo de los Estados Unidos, New Holland tiene una superficie total de 0.74 km², de la cual 0.74 km² corresponden a tierra firme y (0%) 0 km² es agua.

## Demografía
Según el censo de 2010, había 269 personas residiendo en New Holland. La densidad de población era de 364,43 hab./km². De los 269 habitantes, New Holland estaba compuesto por el 96.28% blancos, el 0% eran afroamericanos, el 1.12% eran amerindios, el 0% eran asiáticos, el 0% eran isleños del Pacífico, el 1.86% eran de otras razas y el 0.74% pertenecían a dos o más razas. Del total de la población el 1.86% eran hispanos o latinos de cualquier raza.